# Eustomias metamelas
Eustomias metamelas är en fiskart som beskrevs av Martin F. Gomon och Gibbs, 1985. Eustomias metamelas ingår i släktet Eustomias och familjen Stomiidae. Inga underarter finns listade i Catalogue of Life.